# Беларусь 4
«Беларусь 4» — один из региональных телеканалов Республики Беларусь, начавший вещание в сентябре 2015 года. Фактически это шесть региональных каналов, объединённых под общим названием.

## История
Телеканал был создан по инициативе Белтелерадиокомпании (она была поддержана Министерством информации и областными исполкомами) в связи с тем, что на телеканалах «Беларусь 1», «Беларусь 2» и «Беларусь 3» отводилось мало времени на региональные «окна», а собственное телевещание областные телерадиокомпании (кроме ТРК «Витебск») не осуществляли.
Первым городом, в котором телеканал начал вещание 4 сентября 2015 года, стал Минск. Следующими городами стали Могилёв, Гомель, Витебск, Гродно и Брест. Канал выходит под общим названием «Беларусь 4» в каждой из областей с указанием данного региона: «Беларусь 4 Брест», «Беларусь 4 Гомель», «Беларусь 4 Витебск», «Беларусь 4 Гродно»,
"Беларусь 4 Минск" и «Беларусь 4 Могилёв».
«Беларусь 4. Могилев» 26 декабря 2017 года перешёл на формат вещания 16:9, 29 декабря 2017 года на этот формат перешёл и «Беларусь 4. Гомель». С 2019 года все версии канала вещают в формате HD.